# Целій Седулій
Целій Седулій (лат. Caelius Sedulius; ? — близько 450) — латинський поет і письменник часів занепаду Римської імперії.

## Життя та творчість
Про місце та дати народження немає відомостей. Напевне мешкав десь в Італії. Спочатку займався світськими науками і поезією, викладав риторику. Згодом став священиком (пресвітером), почав писати релігійні твори.
З його доробку найвідомішою є «Великодня пісня» — це епічний твір у гекзаметрі, складається з 5 книг (понад 1700 віршів із прологом, написаним елегійним дистихом), що спирається на Святе Письмо. Седулій намалював у ньому дива Старого Завіту, гріхопадіння Адама і Єви, а також життя, діяльність, смерть, воскресіння і вознесіння Ісуса Христа. Цей твір свідчить про поетичний талант його автора. Седулій також є автором прозової версії цього твору під назвою «Великодній опус». Мова цієї праці вишукана і продумана.
Збереглася також елегія Седулія у 55 елегійних дистихах і гімн-алфавітарій із 23 рядків, що містить звеличення Христа.
Мова Седулія сходить до Вергілія (він запозичує у цього поета частину віршів, а іноді й цілі вірші), рідше — до Овідія і Лукана. Седулій був знайомий з творчістю Авсонія і Клавдіана.
Седулій став популярним у VI столітті, його читали і коментували, згодом також цінували в період Ренесансу.